# Суліма Анатолій Володимирович
Ана́толій Володи́мирович Сулі́ма (2 червня 1976 — 9 лютого 2015) — старший солдат Збройних сил України.

## Життєвий шлях
1991 року закінчив хмельницьку ЗОШ № 11. Працював водієм на різних підприємствах Хмельницького.
3 липня 2014 року вирушив на фронт добровольцем, вивозив поранених з поля бою, військовий санітар-водій 7-ї Хмельницької автомобільної санітарної роти — базувалася у Сватовому.
9 лютого 2015-го машина «швидкої допомоги» їхала назустріч медичному екіпажу, з яким зник зв'язок. Задорожний і Лагунов рухалися в медичному автомобілі, Кончевич — у медичному БТРі. Під час евакуації поранених з позиції «Хрест» (Дебальцеве) до Бахмута (на той час Артемівськ), потрапила у засідку та підірвалася на фугасі поблизу села Логвинове, після чого була розстріляна прямим наведенням. Сергій Кацабін загинув разом з екіпажем санітарної машини Анатолієм Сулімою та Михайлом Балюком і пораненим молодшим сержантом Олександром Кравченком. Тоді ж загинули Василь Задорожний, Тарас Кончевич, Дмитро Лагунов, Максим Овчарук. Одному пораненому вдалося врятуватися — його викинуло з автівки вибуховою хвилею.
Тіла загиблих кілька разів намагались вивезти з-під обстрілу. 21 лютого вдалось домовитися з терористами про обмін, 23 лютого зі Сватового повідомили, що знайдені тіла двох санітарів-добровольців.
Похований у Хмельницькому на «Алеї Слави» кладовища, мікрорайон Ракове.
Без Анатолія лишились мама, тато, дружина, та дві доньки,молодша та старша.

## Нагороди та вшанування
- Указом Президента України № 270/2015 від 15 травня 2015 року — орденом «За мужність» III ступеня (посмертно)[1]
- відзнака «Народний Герой України» (посмертно, 24.7.2016)
- Почесний громадянин Хмельницького (26.10.2016, посмертно)
- 13 жовтня 2016 року у хмельницькій гімназії № 2, де навчався Анатолій Суліма, відкрито меморіальну дошку.

## Книги
- Станіслава Старостіна "Увійшли у безсмертя... книга пам'яті Героїв Небесної Сотні і воїнів АТО Хмельниччини (2017)
- Наталія Горденко "Життя, віддане за Україну" воїнам, полеглим в АТО, присвячується (2017)

| Емблема Збройних сил України | Це незавершена стаття про військовослужбовця Сил оборони України. Ви можете допомогти проєкту, виправивши або дописавши її. |